# Сходи Джокера

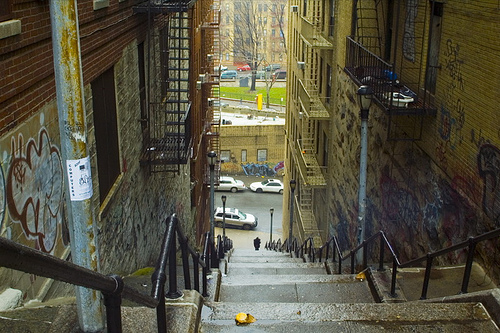
Сходи на Вест-стріт, 167, відомі як Сходи Джокера

Сходи Джокера (англ. Joker stairs) ― сходи на Вест-стріт, 167, котрі з'єднують Шекспірівську й Андерсонівську авеню у Бронксі, що в Нью-Йорку. Стали відомими в Інтернеті й популярними серед туристів після фільму «Джокер» (2019) Тодда Філліпса, де були однією з локацій. 
Ходіння цими сходами є звичним заняттям для головного героя «Джокера», Артура Флека, роль якого відіграв Хоакін Фенікс. Ближче до кульмінації Флек, у червоному костюмі й клоунському гримі, танцює на цих сходах під композицію «Rock and Roll» Ґері Ґліттера. Ця сцена з фільму стала інтернет-мемом, багато людей намагалися її відтворити.

## Висвітлення в ЗМІ
Часопис «Індія тудей» відзначив, що «Попри те, що сходи розташовані в місті вже давно, й ведуть до відомих пам'яток Нью-Йорка, вони ніколи не були широковідомими через асоціацію зі злочинністю у районі». За відомостями газети «Нью-Йорк таймс», планувалося, що у «Джокері» мали б використовуватися сходи, котрі можна помітити у життєписній стрічці «Американський гангстер», проте згодом цю локацію відкинули, бо її повважали надмірно чепурною й невідповідною атмосфері фільму.
Телестанція WNBC зазначила, що Сходи Джокера «ввійшли до лав відомих місцин кінематографу», і тепер «перебувають там разом зі Сходинками Рокі коло Музею мистецтв Філадельфії», що були локацією у серії фільмів про Рокі Бальбоа.